# Allolevivirus
Allolevivirus — рід одноланцюгових РНК-вірусів родини Leviviridae. 

## Опис
Позитивно спрямований одноланцюговий РНК-вірус. Капсид ікосаедричної або сферичної форми, діаметром 25 нм. Геноми лінійні та несегментовані, завдовжки близько 4 кб. Геном кодує 4 білка. Паразитують у бактерії Escherichia coli (кишкова паличка). Входить у клітину господаря після приєднання до сторони F pilus.